# Tambon Wiang (Chiang Saen)
Tambon Wiang (Thai: เวียง) is een tambon in de amphoe Chiang Saen in de changwat Chiang Rai. De tambon telde in 2005 10.807 inwoners en bestaat uit 10 mubans.